# Gran Premio de Alemania de Motociclismo de 2010
El Gran Premio de Alemania de Motociclismo de 2010 fue la octava prueba del Campeonato del Mundo de Motociclismo de 2010. Tuvo lugar en el fin de semana del 16 al 18 de julio de 2010 en Sachsenring, situado en Hohenstein-Ernstthal, Sajonia, Alemania. La carrera de MotoGP fue ganada por Dani Pedrosa, seguido de Jorge Lorenzo y Casey Stoner. Toni Elías ganó la prueba de Moto2, por delante de Andrea Iannone y Roberto Rolfo. La carrera de 125cc fue ganada por Marc Márquez, Tomoyoshi Koyama fue segundo y Sandro Cortese tercero.

## Resultados

### Resultados MotoGP
| Pos.            | N.º | Piloto           | Constructor | Vueltas | Tiempo            | Parrilla | Pts. |
| --------------- | --- | ---------------- | ----------- | ------- | ----------------- | -------- | ---- |
| 1               | 26  | Dani Pedrosa     | Honda       | 21      | 28:50.476         | 3        | 25   |
| 2               | 99  | Jorge Lorenzo    | Yamaha      | 21      | +3.355            | 1        | 20   |
| 3               | 27  | Casey Stoner     | Ducati      | 21      | +5.257            | 2        | 16   |
| 4               | 46  | Valentino Rossi  | Yamaha      | 21      | +5.623            | 5        | 13   |
| 5               | 4   | Andrea Dovizioso | Honda       | 21      | +17.158           | 4        | 11   |
| 6               | 58  | Marco Simoncelli | Honda       | 21      | +17.757           | 8        | 10   |
| 7               | 69  | Nicky Hayden     | Ducati      | 21      | +17.935           | 15       | 9    |
| 8               | 11  | Ben Spies        | Yamaha      | 21      | +20.957           | 13       | 8    |
| 9               | 40  | Héctor Barberá   | Ducati      | 21      | +22.000           | 6        | 7    |
| 10              | 33  | Marco Melandri   | Honda       | 21      | +35.217           | 10       | 6    |
| 11              | 65  | Loris Capirossi  | Suzuki      | 21      | +45.042           | 14       | 5    |
| 12              | 15  | Alex de Angelis  | Honda       | 21      | +45.204           | 17       | 4    |
| Ret             | 36  | Mika Kallio      | Ducati      | 0       | Caída             | 11       |      |
| Ret             | 14  | Randy de Puniet  | Honda       | 0       | Caída (Race 1)    | 7        |      |
| Ret             | 41  | Aleix Espargaró  | Ducati      | 0       | Colisión (Race 1) | 9        |      |
| Ret             | 19  | Álvaro Bautista  | Suzuki      | 0       | Colisión (Race 1) | 16       |      |
| Ret             | 5   | Colin Edwards    | Yamaha      | 0       | Caída (Race 1)    | 12       |      |
| Reporte Oficial |     |                  |             |         |                   |          |      |

Notas:
- Pole Position :  Jorge Lorenzo, 1:21.817
- Vuelta Rápida :  Dani Pedrosa, 1:21.882
- Después de una ausencia de cuatro carreras debido a una fractura en la pierna ocurrida en el Circuito de Mugello, Valentino Rossi hizo su regreso a la parrilla de MotoGP.
- La carrera se detuvo con bandera roja debido a un accidente entre Randy de Puniet, Álvaro Bautista y Aleix Espargaró en la décima vuelta. La carrera se reanudó luego a 21 vueltas.

### Resultados Moto2
| Pos.            | N.º | Piloto              | Constructor | Vueltas | Tiempo    | Parrilla | Pts. |
| --------------- | --- | ------------------- | ----------- | ------- | --------- | -------- | ---- |
| 1               | 24  | Toni Elías          | Moriwaki    | 29      | 41:57.745 | 3        | 25   |
| 2               | 29  | Andrea Iannone      | Speed Up    | 29      | +3.297    | 1        | 20   |
| 3               | 44  | Roberto Rolfo       | Suter       | 29      | +6.574    | 12       | 16   |
| 4               | 10  | Fonsi Nieto         | Moriwaki    | 29      | +6.781    | 17       | 13   |
| 5               | 17  | Karel Abraham       | FTR         | 29      | +7.396    | 11       | 11   |
| 6               | 2   | Gábor Talmácsi      | Speed Up    | 29      | +9.555    | 5        | 10   |
| 7               | 50  | Damian Cudlin       | Pons Kalex  | 29      | +9.697    | 22       | 9    |
| 8               | 77  | Dominique Aegerter  | Suter       | 29      | +11.373   | 9        | 8    |
| 9               | 65  | Stefan Bradl        | Suter       | 29      | +13.152   | 7        | 7    |
| 10              | 68  | Yonny Hernández     | BQR-Moto2   | 29      | +13.726   | 14       | 6    |
| 11              | 25  | Alex Baldolini      | I.C.P.      | 29      | +15.802   | 16       | 5    |
| 12              | 16  | Jules Cluzel        | Suter       | 29      | +17.666   | 31       | 4    |
| 13              | 8   | Anthony West        | MZ-RE Honda | 29      | +25.927   | 19       | 3    |
| 14              | 61  | Vladimir Ivanov     | Moriwaki    | 29      | +26.476   | 28       | 2    |
| 15              | 19  | Xavier Siméon       | Moriwaki    | 29      | +26.626   | 25       | 1    |
| 16              | 53  | Valentin Debise     | ADV         | 29      | +27.465   | 36       |      |
| 17              | 14  | Ratthapark Wilairot | Bimota      | 29      | +29.007   | 18       |      |
| 18              | 48  | Shoya Tomizawa      | Suter       | 29      | +42.961   | 8        |      |
| 19              | 11  | Yusuke Teshima      | MotoBi      | 29      | +43.141   | 30       |      |
| 20              | 59  | Niccolò Canepa      | Force GP210 | 29      | +43.277   | 39       |      |
| 21              | 9   | Kenny Noyes         | Promoharris | 29      | +43.580   | 35       |      |
| 22              | 71  | Claudio Corti       | Suter       | 29      | +44.171   | 23       |      |
| 23              | 32  | Sascha Hommel       | Kalex       | 29      | +52.382   | 29       |      |
| 24              | 21  | Vladimir Leonov     | Suter       | 29      | +1:04.234 | 37       |      |
| 25              | 55  | Héctor Faubel       | Suter       | 29      | +1:19.211 | 27       |      |
| 26              | 88  | Yannick Guerra      | Moriwaki    | 29      | +1'23.078 | 41       |      |
| 27              | 41  | Arne Tode           | Suter       | 29      | +1:28.151 | 2        |      |
| Ret             | 63  | Mike Di Meglio      | Suter       | 28      | Caída     | 20       |      |
| Ret             | 35  | Raffaele De Rosa    | Tech 3      | 25      | Retirado  | 24       |      |
| Ret             | 39  | Robertino Pietri    | Suter       | 24      | Caída     | 38       |      |
| Ret             | 3   | Simone Corsi        | MotoBi      | 19      | Caída     | 6        |      |
| Ret             | 95  | Mashel Al Naimi     | BQR-Moto2   | 17      | Retirado  | 40       |      |
| Ret             | 45  | Scott Redding       | Suter       | 10      | Retirado  | 15       |      |
| Ret             | 6   | Alex Debón          | FTR         | 10      | Caída     | 10       |      |
| Ret             | 12  | Thomas Lüthi        | Moriwaki    | 9       | Colisión  | 21       |      |
| Ret             | 40  | Sergio Gadea        | Pons Kalex  | 7       | Caída     | 32       |      |
| Ret             | 60  | Julián Simón        | Suter       | 3       | Caída     | 4        |      |
| Ret             | 72  | Yuki Takahashi      | Tech 3      | 1       | Caída     | 13       |      |
| Ret             | 4   | Ricard Cardús       | Bimota      | 0       | Colisión  | 26       |      |
| Ret             | 5   | Joan Olivé          | Promoharris | 0       | Colisión  | 34       |      |
| Ret             | 52  | Lukáš Pešek         | Moriwaki    | 0       | Colisión  | 33       |      |
| Reporte Oficial |     |                     |             |         |           |          |      |

Notas:
- Pole Position :  Andrea Iannone, 1:24.982
- Vuelta Rápida :  Andrea Iannone, 1:25.629

### Resultados 125cc
| Pos.            | N.º | Piloto               | Constructor | Vueltas | Tiempo    | Parrilla | Pts. |
| --------------- | --- | -------------------- | ----------- | ------- | --------- | -------- | ---- |
| 1               | 93  | Marc Márquez         | Derbi       | 27      | 41:28.274 | 1        | 25   |
| 2               | 71  | Tomoyoshi Koyama     | Aprilia     | 27      | +17.578   | 7        | 20   |
| 3               | 11  | Sandro Cortese       | Derbi       | 27      | +18.263   | 4        | 16   |
| 4               | 12  | Esteve Rabat         | Aprilia     | 27      | +19.098   | 9        | 13   |
| 5               | 38  | Bradley Smith        | Aprilia     | 27      | +19.713   | 3        | 11   |
| 6               | 14  | Johann Zarco         | Aprilia     | 27      | +44.976   | 8        | 10   |
| 7               | 99  | Danny Webb           | Aprilia     | 27      | +53.243   | 10       | 9    |
| 8               | 7   | Efrén Vázquez        | Derbi       | 27      | +53.302   | 6        | 8    |
| 9               | 50  | Sturla Fagerhaug     | Aprilia     | 27      | +53.589   | 22       | 7    |
| 10              | 61  | Daniel Kartheininger | KTM         | 27      | +1:05.078 | 26       | 6    |
| 11              | 35  | Randy Krummenacher   | Aprilia     | 27      | +1:13.484 | 5        | 5    |
| 12              | 32  | Lorenzo Savadori     | Aprilia     | 27      | +1:13.719 | 25       | 4    |
| 13              | 5   | Alexis Masbou        | Aprilia     | 27      | +1:21.679 | 14       | 3    |
| 14              | 78  | Marcel Schrötter     | Honda       | 26      | +1 vuelta | 15       | 2    |
| 15              | 63  | Zulfahmi Khairuddin  | Aprilia     | 26      | +1 vuelta | 20       | 1    |
| 16              | 94  | Jonas Folger         | Aprilia     | 26      | +1 vuelta | 11       |      |
| 17              | 84  | Jakub Kornfeil       | Aprilia     | 26      | +1 vuelta | 16       |      |
| 18              | 86  | Kevin Hanus          | Honda       | 23      | +4 vuelta | 30       |      |
| Ret             | 44  | Pol Espargaró        | Derbi       | 24      | Caída     | 2        |      |
| Ret             | 60  | Michael van der Mark | Lambretta   | 23      | Retirado  | 23       |      |
| Ret             | 53  | Jasper Iwema         | Aprilia     | 16      | Retirado  | 12       |      |
| Ret             | 15  | Simone Grotzkyj      | Aprilia     | 15      | Colisión  | 17       |      |
| Ret             | 68  | Toni Finsterbusch    | KTM         | 15      | Colisión  | 18       |      |
| Ret             | 26  | Adrián Martín        | Aprilia     | 14      | Caída     | 19       |      |
| Ret             | 87  | Luca Marconi         | Aprilia     | 10      | Retirado  | 27       |      |
| Ret             | 69  | Louis Rossi          | Aprilia     | 8       | Retirado  | 24       |      |
| Ret             | 62  | Marvin Fritz         | Honda       | 7       | Retirado  | 29       |      |
| Ret             | 85  | Eric Hübsch          | Aprilia     | 6       | Retirado  | 28       |      |
| Ret             | 72  | Marco Ravaioli       | Lambretta   | 4       | Caída     | 31       |      |
| Ret             | 23  | Alberto Moncayo      | Aprilia     | 2       | Caída     | 13       |      |
| Ret             | 39  | Luis Salom           | Aprilia     | 0       | Retirado  | 21       |      |
| Reporte Oficial |     |                      |             |         |           |          |      |

Notas:
- Pole Position :  Marc Márquez, 1:26.053
- Vuelta Rápida :  Marc Márquez, 1:28.702